# André Nogueira Gomes
André Nogueira Gomes (Ponte de Lima, Portugal, 20 de octubre de 2004) es un futbolista portugués que juega de portero en el S. L. Benfica "B" de la Segunda División de Portugal.

## Trayectoria
Comenzó su carrera en la Académica de Fútbol de Ponte de Lima, antes de pasar al S. L. Benfica. Se unió a la academia del Benfica en 2016 y luego firmó un contrato profesional en diciembre de 2020. En septiembre de 2021 fue incluido en la lista "Next Generation" del año del periódico inglés The Guardian, destacando a los mejores futbolistas nacidos en 2004 en todo el mundo. Se convirtió en el portero más joven en jugar una final de la Liga Juvenil de la UEFA, superando el récord del croata Karlo Žiger, cuando jugó los 90 minutos en la victoria del Benfica por 6-0 sobre el Red Bull Salzburgo en la final de la Liga Juvenil de la UEFA 2021-22.

## Selección nacional
Ha representado a Portugal a nivel internacional juvenil.

## Estadísticas

### Clubes
Actualizado al último partido disputado el 3 de noviembre de 2024.
| S. L. Benfica "B" Portugal            | 2.ª           | 2022-23       | 13 | 23 | — | — | — | — | 13 | 23 |
| S. L. Benfica "B" Portugal            | 2.ª           | 2023-24       | 16 | 24 | — | — | — | — | 16 | 24 |
| S. L. Benfica "B" Portugal            | 2.ª           | 2024-25       | 6  | 7  | — | — | — | — | 6  | 7  |
| S. L. Benfica "B" Portugal            | Total club    | Total club    | 35 | 54 | 0 | 0 | 0 | 0 | 35 | 54 |
| Total carrera                         | Total carrera | Total carrera | 35 | 54 | 0 | 0 | 0 | 0 | 35 | 54 |
| (1) Hace referencia a goles encajados |               |               |    |    |   |   |   |   |    |    |

## Palmarés

### Campeonatos nacionales
| Título        | Club          | País     | Año  |
| ------------- | ------------- | -------- | ---- |
| Primeira Liga | S. L. Benfica | Portugal | 2023 |